# Heiligenberg-Tunnel (Pfalz)
Der Heiligenberg-Tunnel ist der längste von insgesamt zwölf Tunneln auf der aus der Pfälzischen Ludwigsbahn hervorgegangenen Bahnstrecke Mannheim–Saarbrücken und zugleich der längste in der Pfalz. Der Tunnel kreuzt die Pfälzische Hauptwasserscheide.

## Lage
Der Tunnel liegt im nordwestlichen Pfälzerwald. Er befindet sich überwiegend auf dem Stadtgebiet von Kaiserslautern; der kleinere, östliche Teil gehört zu Hochspeyer. Der Tunnel unterquert in geradem Durchstich den namensgebenden Heiligenberg.

## Geschichte
Am 21. Dezember 1837 gab der bayerische König Ludwig I. den Bau einer Magistrale in Ost-West-Richtung von der Rheinschanze nach Bexbach frei. Zwischen Hochspeyer und Kaiserslautern mussten zahlreiche Hügel und Berge überwunden werden. Der Bau der Strecke bereitete Probleme, denn zwischen diesen beiden Orten musste die Wasserscheide zwischen Lauter und Hochspeyerbach überwunden werden. Dies machte den Bau eines 1347 Meter langen Tunnels erforderlich. Bereits 1847 war der Schienenverkehr von Ludwigshafen nach Neustadt aufgenommen worden. Zwischen Kaiserslautern und Homburg wurde die Strecke am 2. Juli 1848 eröffnet; es folgte in zwei Etappen Frankenstein–Homburg mit dem Abschnitt Frankenstein–Kaiserslautern einschließlich des Heiligenbergtunnels am 2. Dezember 1848.
Der Tunnel war – wie die gesamte Strecke – zunächst nur eingleisig, aber von Anfang an für zwei Gleise ausgebaut. Zu Ehren des leitenden Ingenieurs und ersten Direktors der Pfälzischen Ludwigsbahn, Paul Camille Denis, unter dessen Leitung auch der Tunnel gebaut wurde, ließ die Eisenbahngesellschaft über dem Westportal des Tunnels eine Widmungsinschrift anbringen: DEM ERBAUER PAUL DENIS GEWIDMET.
Da die Magistrale von Mannheim nach Saarbrücken schon immer für den Fernverkehr eine große Bedeutung besaß, wurde sie ab 1960 schrittweise elektrifiziert. Dazu musste der Heiligenberg-Tunnel aufgeweitet werden. Gearbeitet wurde dabei unter laufendem Betrieb, indem unter Sperrung eines Streckengleises je eine Tunnelseite bearbeitet wurde. Dies verzögerte die Einführung des elektrischen Betriebes, der schließlich am 12. März 1964 aufgenommen wurde.
Zwischen November 2001 und Mai 2002 wurde im Rahmen der Streckenertüchtigung für TGV-Züge das Lichtraumprofil erweitert; dies wurde durch den Einbau einer festen Fahrbahn nach dem System Getrac A3 erreicht, womit eine Absenkung des Oberbaus um 20 cm wegen des geringeren Regelaufbaus möglich wurde. Die Ausführung erfolgte durch die Fa. Kirchner im Auftrag des DB AG Regionalbüro Südwest, Stuttgart, und hatte ein Bauvolumen von 3,1 Mio. Euro.
Ende Juni 1988 ereignete sich am Tunnel durch einen Erdrutsch ein Eisenbahnunfall.